# Јингченг
Јингченг (应城) град је Кини у покрајини Хубеј. Према процени из 2009. у граду је живело 271.041 становника.

## Становништво
Према процени, у граду је 2009. живело 271.041 становника.
| 1990.   | 2000.   | 2009    |
| ------- | ------- | ------- |
| 221.751 | 251.938 | 271.041 |